# Fuerza Aérea Estonia
La Fuerza Aérea Estonia (en estonio: Eesti Õhuvägi) es la rama de las Fuerzas Armadas de Estonia cuya función es la vigilancia del espacio aéreo de Estonia. Se encuentra localizada en la base aérea de Ämari, y opera con dos aviones Antonov An-2 y cuatro helicópteros Robinson R44, además de dos aviones Aero L-39 Albatros arrendados para misiones de entrenamiento.
Debido a que no cuenta con capacidad de combate aéreo, la defensa aérea de Estonia, al igual que la de Letonia y Lituania, está garantizada desde el 30 de marzo de 2004 por la OTAN, la cual efectúa una rotación cada cuatro meses entre sus Estados miembros, los cuales llegado su turno tienen que enviar cuatro aeronaves a Lituania con la misión de realizar el control aéreo de los tres países bálticos, en una misión denominada Patrulla Aérea Báltica (más conocida por su denominación en inglés Baltic Air Policing).
Cuenta con baterías de defensa aérea equipadas con 100 cañones ZU-23-2 y misiles Mistral. El radar primaerio de Estonia es un Lockheed Martin TPS-117 que se encuentra localizado en Kellavere y está integrado en la red de defensa aérea BaltNet de los países bálticos. La base aérea de Ämari también alberga un radar analógico de corto alcance ASR-8.

## Aeronaves y equipamiento
La actual Fuerza Aérea de Estonia ha sido reconstruida a partir de la infraestructura militar que el ejército ruso desde 1994, año en el que la última unidad del ejército ruso abandonó el país. La mayoría de los recursos con los que cuenta se encuentran en la base aérea de Ämari, aunque debido a la carencia de una infraestructura militar aeronáutica moderna, el desarrollo de la Fuerza Aérea de Estonia ha sido muy lento, y cuenta con pocas unidades.
| Aeronave           | Origen          | Tipo                   | Versiones | En servicio | Notas             |
| Aviones            | Aviones         | Aviones                | Aviones   | Aviones     | Aviones           |
| ------------------ | --------------- | ---------------------- | --------- | ----------- | ----------------- |
| Aero L-39 Albatros | Checoslovaquia  | Avión de entrenamiento | L-39C     | 2           | En arrendamiento. |
| Antonov An-2       | Unión Soviética | Avión utilitario       | An-2      | 2           |                   |
| Helicópteros       |                 |                        |           |             |                   |
| Robinson R44       | Estados Unidos  | Helicóptero utilitario | R44       | 4           |                   |

Radares
- Radares de búsqueda aérea tridimensional LM AN/TPS-117
- Radiolocalizadores pasivos VERA-E
- Sistemas de defensa aérea y vigilancia Giraffe-75

### Aeronaves históricas
- PZL-104
- Mil Mi-2

## Galería de imágenes

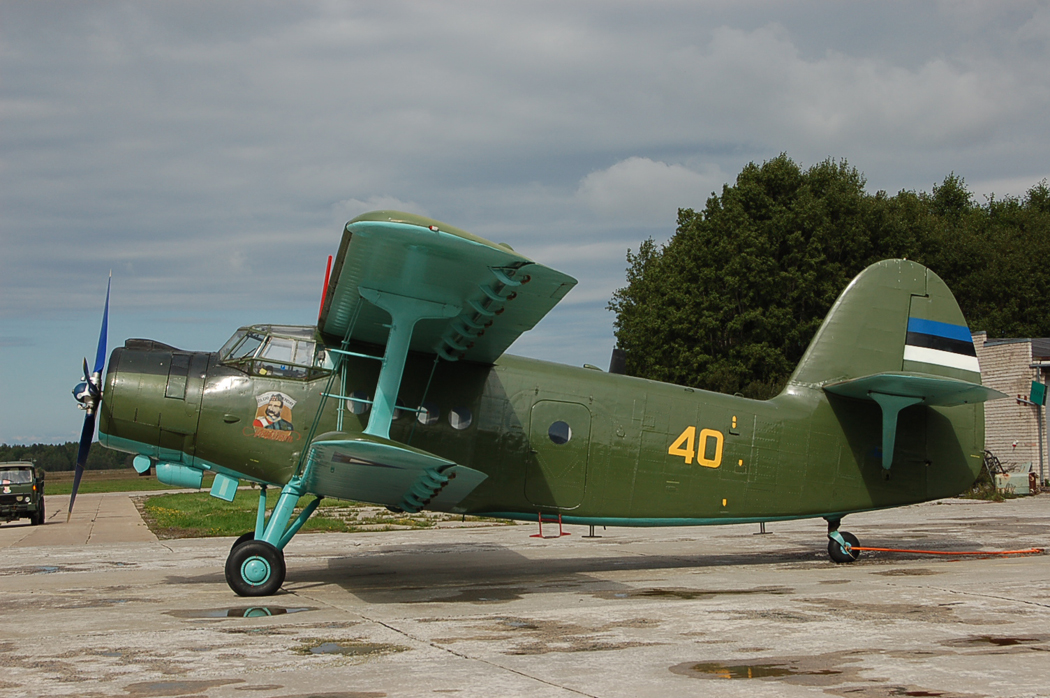
Antonov An-2.